# Cyclantipha
Cyclantipha là một chi bọ cánh cứng trong họ Chrysomelidae.
Chi này được Laboissiere miêu tả khoa học năm 1932.

## Các loài
Các loài trong chi này gồm:
- Cyclantipha ornata Labossiere, 1932
- Cyclantipha quadriplagiata Medvedev, 2004
- Cyclantipha ulyssis Laboissiere, 1932